# Vittorio Emanuele Pittaluga
Vittorio Emanuele Pittaluga (Mondovì, 26 settembre 1863 – Firenze, 28 aprile 1928) è stato un generale italiano, che durante il corso della prima guerra mondiale fu comandante in successione delle brigate Novara e Cuneo, e della 17ª, 56ª e 3ª Divisione.
Dopo la fine della guerra, il 30 agosto 1919 fu nominato dal Presidente del Consiglio Francesco Saverio Nitti Comandante del Corpo d'occupazione interalleato di Fiume e della Commissione internazionale per l'amministrazione della città. Quando Gabriele D'Annunzio diede inizio all'impresa di Fiume tentò invano di opporsi pacificamente all'iniziativa, rifiutandosi di ricorrere all'utilizzo delle armi al fine di evitare inutili spargimenti di sangue.

## Biografia
Nacque a Mondovì nel 1863, figlio di un garibaldino. Arruolatosi nel Regio Esercito, frequentò la Regia Accademia Militare di Fanteria e Cavalleria di Modena da cui uscì nel 1882 con il grado di sottotenente assegnato all'arma di fanteria. Divenuto insegnante presso la scuola di tiro, successivamente entrò nel corpo degli alpini, ritornando poi ancora come insegnante di organica presso la Scuola di tiro. Fu comandante del 5º Reggimento alpini
All'atto dell'entrata in guerra del Regno d'Italia, avvenuta il 24 maggio 1915,  con il grado di colonnello ricopriva l'incarico di comandante della Brigata Novara. Si distinse subito sul Monte Coston, lasciano il comando della brigata il 30 luglio dello stesso anno. Il 14 marzo 1916 assunse il comando della Brigata Cuneo, partecipando alla conquista di Gorizia. Durante l'attacco alla testa di ponte di Gorizia guidò la sua unità con grande coraggio e abilità, riuscendo a rompere la linea del fronte austro-ungarico raggiungendo poi il fiume Isonzo (6-8 agosto 1916). Rimasto gravemente ferito ad una spalla, fu decorato con la Medaglia d'argento al valor militare.
Nel novembre 1916 divenne comandante del 3º Raggruppamento alpino della 4ª Armata, mantenendolo fino al giugno 1917, comandò successivamente la 17ª e poi la 56ª Divisione. Maggiore generale, nel corso del 1918 assunse il comando del 3ª Divisione del Corpo di spedizione italiano Francia, allora al comando del generale Alberico Albricci. Per il suo ruolo nel corso dell'offensiva nella regione dello Champagne fu decorato con la croce di Ufficiale dell'Ordine militare di Savoia.
Dopo la fine del conflitto, il 30 agosto 1919 fu mandato a Fiume, in Istria, in sostituzione del generale Francesco Saverio Grazioli, come Comandante del Corpo d'occupazione interalleato di Fiume e della Commissione internazionale per l'amministrazione della città, allora in attesa di essere assegnata all'Italia o alla Jugoslavia.
Rimase coinvolto nella spedizione organizzata da Gabriele D'Annunzio, che alle ore 12 del 12 settembre si presentò al posto di blocco al confine di Stato chiedendogli di sparargli al petto oppure di farlo passare per andare ad assumere il governo della città di Fiume. Non volendo essere coinvolto in qualche incidente che mettesse a repentaglio la vita del Vate, così come poi il generale Giacinto Ferrero, preferì farlo passare. 
Tentato più volte, senza successo, di fare desistere D'Annunzio dal portare a termine l'impresa, alle ore 13 del 13 settembre, dopo un ulteriore colloquio, abbandonò il Palazzo del Governo della città agli arditi dannunziani, che alla sua uscita gli resero l'onore delle armi.
Fu sottoposto ad una formale inchiesta da parte del Governo italiano senza subire alcuna conseguenza a differenza dei suoi sottoposti.
Dopo avere ricoperto il comando della Divisione militare di Novara, il 1º maggio 1922  transitò in posizione ausiliaria e nel 1923 divenne generale di divisione.
Si spense a Firenze il 28 aprile 1928.

## Pubblicazioni
- La Battaglia di Marengo, 14 giugno 1800, Gazzotti & C., Alessandria, 1898.
- Annibale dal Ticino al Trasimeno (218-217 a. C.), Tipografia Enrico Voghera, Roma, 1908.
- In Italia, in Francia, a Fiume, Unitas, Milano, 1926.

### Fonti
1. 1 2 3 4 5  Bianchi 2012, p. 188.
2. 1 2 3 4 5 6 7 8 9 10 11  Bianchi 2012, p. 189.
3. ↑  Zaffonato 2017, p. 233.
4. ↑   Bollettino ufficiale delle nomine, promozioni e destinazioni negli ufficiali e sottufficiali del R. esercito italiano e nel personale dell'amministrazione militare, 1917,  p. 867. URL consultato il 19 agosto 2019.
5. ↑  Sito web del Quirinale: dettaglio decorato.
6. ↑   Bollettino ufficiale delle nomine, promozioni e destinazioni negli ufficiali e sottufficiali del R. esercito italiano e nel personale dell'amministrazione militare, 1917,  p. 868. URL consultato il 19 agosto 2019.
7. ↑  Regio Decreto 14 gennaio 1916, pubblicato sulla Gazzetta Ufficiale del Regno d'Italia n.250 del 24 ottobre 1916, pag.5273.